# Résultat net d'exploitation
 (février 2023).
Si vous disposez d'ouvrages ou d'articles de référence ou si vous connaissez des sites web de qualité traitant du thème abordé ici, merci de compléter l'article en donnant les références utiles à sa vérifiabilité et en les liant à la section « Notes et références ».
Le résultat net d'exploitation (RNE) représente les recettes dégagées par les activités d'exploitation de l'entreprise, diminuées des impôts afférents.
En anglais, le RNE équivaut au NOPAT (net operating profit after tax).

## Calcul
RNE = bénéfice d'exploitation * (1 - t) = bénéfice net + (intérêt * (1 - t))
où t = taux d'imposition